# 蔡红霞
蔡红霞（1964年10月—），女，江苏淮阴人，汉族，中华人民共和国政治人物、第十二届全国人民代表大会解放军代表。

## 生平
毕业于第四军医大学护理专业。加入中国共产党。2013年，担任全国人大代表。2018年2月24日，当选为第十三届全国人大代表。